# Cryptomeigenia demylus
Cryptomeigenia demylus là một loài ruồi trong họ Tachinidae.